# 阿利斯區
12°16′52″S 75°47′11″W / 12.2810°S 75.7864°W
阿利斯區（西班牙語：Distrito de Alis），是秘魯的一個區，位於該國中南部利馬大區的堯約斯省，始建於1920年2月23日，面積142.1平方公里，海拔高度3,233米，2005年人口380，人口密度每平方公里2.7人。